# Rhipidura
Rhipidura é um gênero de ave da família Rhipiduridae encontrada na região autraliana e indo-malaia.

## Espécies
- Rhipidura superciliaris
- Rhipidura cyaniceps
- Rhipidura albicollis
- Rhipidura albogularis
- Rhipidura euryura
- Rhipidura aureola
- Rhipidura javanica
- Rhipidura perlata
- Rhipidura leucophrys
- Rhipidura diluta
- Rhipidura fuscorufa
- Rhipidura rufiventris
- Rhipidura cockerelli
- Rhipidura threnothorax
- Rhipidura maculipectus
- Rhipidura leucothorax
- Rhipidura atra